# Mitsui

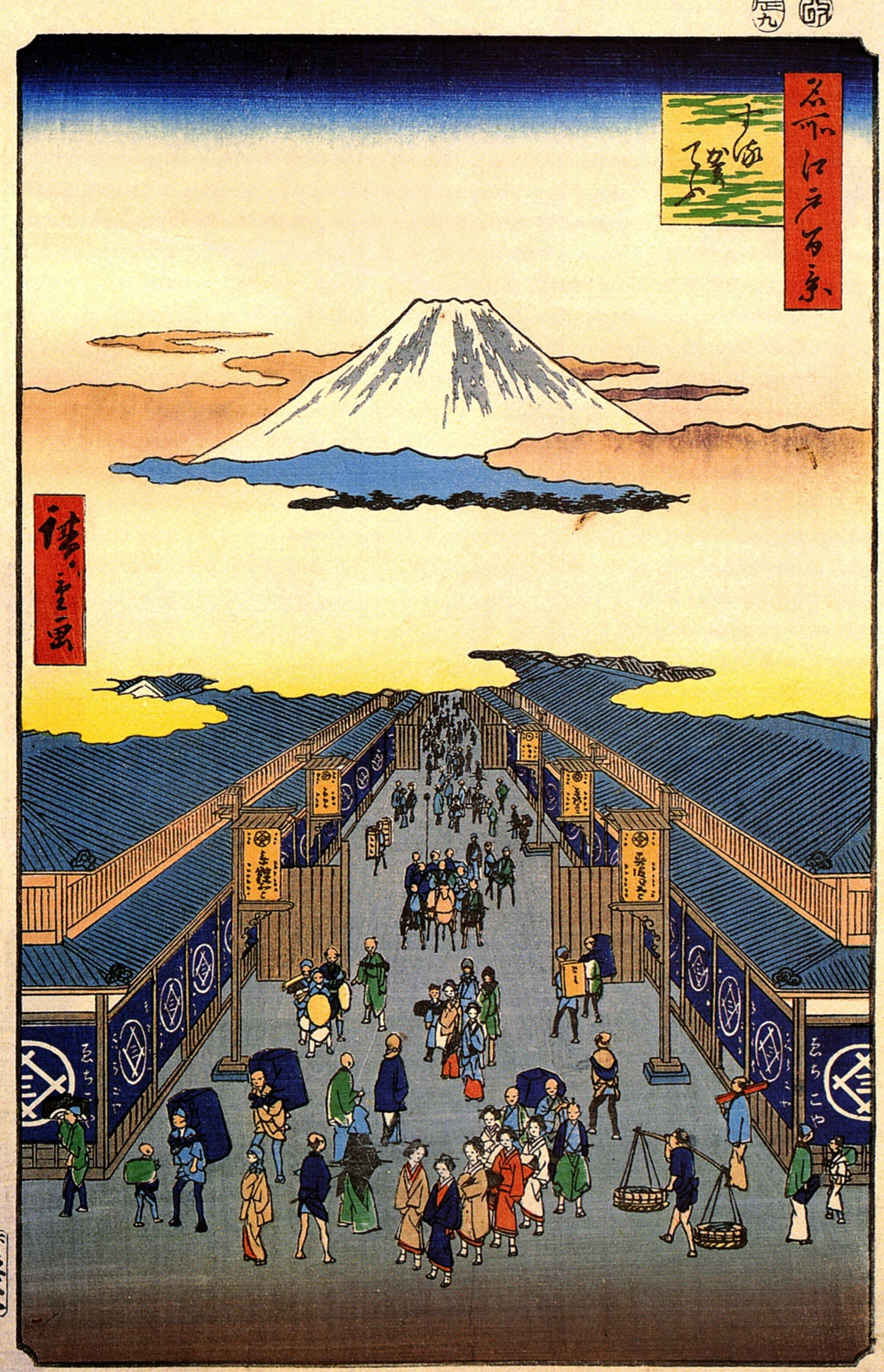
En blivande gigant - embryot till det framtida jätteföretaget Mitsui, på en målning av Hiroshige från 1856. Här syns företagets första butik i Edo, som öppnade år enpō 1 (1673).

Mitsui (三井) är en av de största företagskoncernerna i Japan och ett av de största börsnoterade bolagen i världen. Företaget är ett av Japans sex stora företagskonglomerat, keiretsu.
Mitsui är ett handelsföretag som även bl.a. sysslar med exploatering av petroleumprodukter, framställning av järn och stålprodukter, transport och matindustri.
Företaget har sitt ursprung i en butikskedja, Mitsukoshi, som öppnade sin första butik i Edo år 1673.